# Siese (vizir d'Amenemhat II)
Pour les articles homonymes, voir Siese.

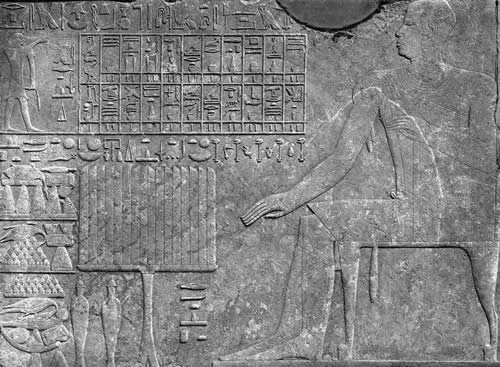
Relief dans le mastaba de Siese

Siese (ou Saaset, fils d'Isis) est vizir et trésorier durant la XIIe dynastie sous le règne d'Amenemhat II (vers -1929 à -1895).
Les informations sur Siese proviennent essentiellement de son mastaba fouillé par Jacques de Morgan autour de 1894/95 à Dahchour et redécouvert en 2008 par une équipe égyptienne. Le mastaba a été décoré d'une façade du palais et de scènes montrant Siese et sa famille. Quatre panneaux à l'image de Siese devant une table d'offrandes ont été fouillées par de Morgan et sont maintenant exposés au musée du Caire. La chambre funéraire du tombeau est ornée de quelques chapitres des Textes des Pyramides dont l’Hymne cannibale. Sur un mur de la chambre, il est inscrit son titre de trésorier.
Provenant d'autres objets, il est possible de reconstruire des éléments de sa carrière. Il commence comme chambellan, puis est nommé au poste de grand-maître, et devient trésorier. Vers la fin de sa carrière, il est nommé vizir.